# Pjotr Vajl

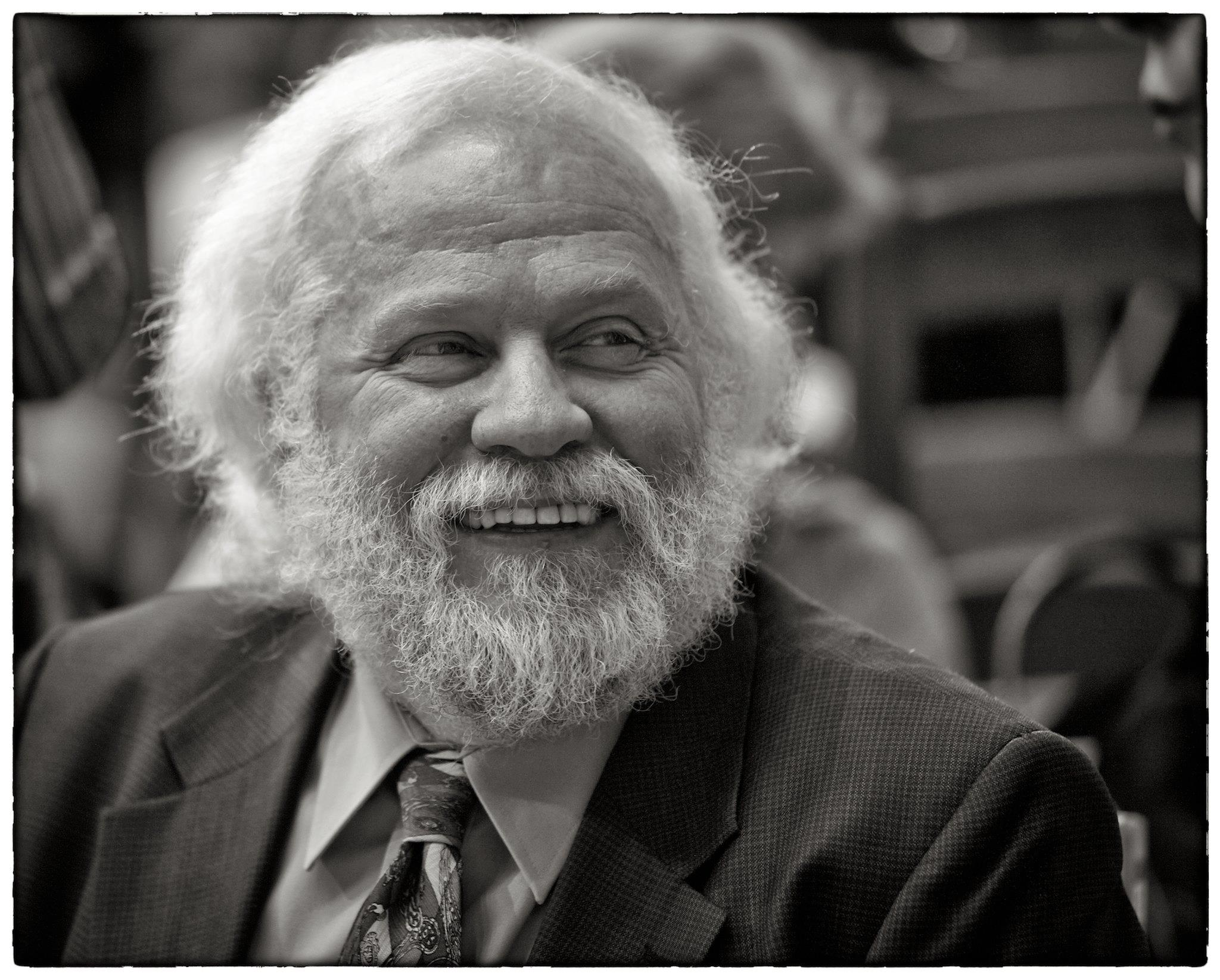
Pjotr Vajl

Pjotr Lvovitsj Vajl (Russisch: Пётр Львович Вайль) (Riga, 29 september 1949 - Praag (Tsjechië, 7 december 2009) was een journalist en essayist uit de Sovjet-Unie.
Vajl emigreerde in 1977 naar de Verenigde Staten en werd adjunct-directeur van de Russische editie van Radio Liberty. In 1995 verhuisde hij naar het hoofdkwartier van het radiostation in Praag.
Onder Vajls bekendste boeken zijn te vermelden Genii mesta (Het genie van de plaats) en Stichi pro menja (Gedichten over mij). Hij gaf verschillende boeken uit, zoals Roesskaja koechnja v izgnanii (De Russische keuken in ballingschap) en 60-e. Mir sovjetskogo tsjeloveka (De jaren 60. De wereld van de Sovjetmens). Samen met Lev Losev redigeerde hij Josif Brodski: troedy i dni (Joseph Brodsky: werken en leven).
- Bibsys: 90393385
- Bibliothèque nationale de France: cb134870358 (data)
- CiNii: DA06519026
- Gemeinsame Normdatei: 141481358
- International Standard Name Identifier: 0000 0001 1473 3107
- Library of Congress Control Number: n82124816
- Nationale Bibliotheek van Letland: 000042969
- Bibliotheek van het Japanse parlement: 00555991
- Nationale Bibliotheek van Tsjechië: jn20030820063
- Nationale Bibliotheek van Israël: 987007269344505171
- Nederlandse Thesaurus van Auteursnamen: 073225665
- Réseau des bibliothèques de Suisse occidentale: 02-A005465471
- Système universitaire de documentation: 035691360
- Virtual International Authority File: 59236184
- WorldCat: E39PBJrgJT38QyDTHm8XWDkYyd